# Tunnel Prado Carénage
Il tunnel Prado-Carénage è un tunnel stradale situato a Marsiglia, nel dipartimento di Bouches-du-Rhone, in Francia. Esso attraversa con asse longitudinale ovest-est l'intera città sottoterra. Ciò permette il collegamento tra la A50 proveniente da Aubagne e Tolone e la A55 in direzione Aix-en-Provence/Avignone/Lione.

## Storia
Inizialmente il tunnel era ferroviario e consentiva lo scambio di merci dal "Vieux-Port" alla Gare du Prado, più centrale rispetto al porto. Dopo la chiusura della linea, nella metà dell'800, il tunnel fu dismesso e abbandonato.
Nella seconda metà degli anni ottanta il Comune di Marsiglia decise di creare una via che permettesse il collegamento tra le due autostrade della città: le più volte citate A50 e A55. A tal scopo, il tunnel venne di nuovo portato alla luce e, nel 1993, iniziarono i lavori. Venne migliorato ed ampliato, in seguito vennero costruite le barriere di pedaggio, le quali ancora oggi vengono considerate delle vere opere d'arte. 

## Il tunnel oggi

### Tunnel du Prado-Carénage
Oggi il tunnel si presenta a 2 carreggiate sovrapposte di 2 corsie ciascuno, in modo da evitare eccessivo spazio occupato. L'ingresso est è rappresentato da molti svincoli, fino ad arrivare al casello interrato.

### Tunnel de Saint-Laurent (o du Vieux Port)
Al termine del tunnel, troviamo ancora un tratto in sotterraneo per poter superare il vecchio porto e raggiungere la A55.

### Tunnel de Prado Sud
Dal 2013 è presente anche un tratto seguente al tunnel principale che permette di arrivare nel centro della città, nelle vicinanze dello Stade de Velodrome.